# Macrothemis ultima
Macrothemis ultima là loài chuồn chuồn trong họ Libellulidae. Loài này được González miêu tả khoa học đầu tiên năm 1992.